# Centre d'Història Contemporània de Catalunya
El Centre d'Història Contemporània de Catalunya (CHCC) va ser creat l'any 1984 per la Generalitat de Catalunya, amb la voluntat de recuperar la memòria històrica de Catalunya i compensar la marginació a la qual s'havia vist relegada en les històries oficials i, més recentment, per dècades de dictadura franquista. L'historiador, editor i polític Josep Benet i Morell (Cervera, la Segarra, 1920-Sant Cugat del Vallès, el Vallès Occidental, 2008), fou el primer director del Centre i va pensar i posar en marxa el projecte amb l'objectiu de normalitzar la recerca, els estudis i la difusió de la història de Catalunya, en especial de la més recent, a partir de l'època republicana. Adscrit des de l'any 2010 al Departament de la Presidència de la Generalitat de Catalunya, i des del 2022 al Departament de Justícia, té la seu al Palau de Mar, on comparteix edifici i serveis amb el Museu d'Història de Catalunya. El 2009 el Centre celebrà el 25è aniversari. En aquests vint-i-cinc anys el Centre ha passat per diverses seus: primer el Palau Moja; el 1992 el CHCC va ser ubicat en un antic magatzem tèxtil de la Gran Via de les Corts Catalanes, 657 bis (en l'espai ocupat actualment pels Jardins de Jaume Perich, i que anteriorment havia ocupat la Biblioteca Bergnes de las Casas), l'edifici va ser llogat per un període de cinc anys. L'any 1996 va ser inaugurat el Museu d'Història de Catalunya, i el seu primer director, Josep Maria Solé i Sabaté, va impulsar el trasllat del CHCC al Palau de Mar, al mateix edifici del Museu, on des d'aleshores ocupa algunes dependències entre la primera i la quarta planta.
Encara que el CHCC comparteixi edifici amb el Museu d'Història de Catalunya, el Centre depèn del Departament de Justícia mentre que el Museu depèn del Departament de Cultura de la Generalitat de Catalunya. És a dir que són dos organismes independents, per més que sovint el CHCC sigui vist com el Centre de Documentació del Museu i no com una institució amb personalitat pròpia.
Des del 2012 Jaume Sobrequés n'és el director.
La creació del Centre es va dur a terme perquè calia recuperar la memòria històrica de Catalunya i compensar la marginació a la qual s'havia vist relegada en les històries oficials i per dècades de dictadura franquista. El Centre d'Història Contemporània de Catalunya estava cridat a omplir aquest buit en uns moments en què ni es parlava, ni s'escrivia, ni s'estudiava a la nostra història, o, en tot cas, era manipulada i falsejada.

## Objectius i funcions
El Centre va iniciar els seus treballs amb tres objectius: el ja comentat de promoure la recerca i la difusió de la història immediata de Catalunya, però també la dels darrers segles, el de crear una biblioteca i un centre de documentació, i el de crear el museu d'història del catalanisme. Aquest primer objectiu ha estat desenvolupat mitjançant una política d'ajuts a la investigació i a la publicació.
Les funcions actuals del CHCC són:
- Promoure la recollida de documentació escrita i de tota mena que faci referència a la història contemporània de Catalunya.
- Coordinar i promoure accions de suport a la recerca i a la difusió de la història contemporània de Catalunya.
- Assessorar i donar suport tècnic a la biblioteca i al centre de documentació especialitzat en temes d'història contemporània de Catalunya i, molt especialment, en la història del catalanisme.
- Dissenyar la línia de col·laboració amb altres centres i institucions culturals per reforçar la presència de la història de Catalunya en els medis historiogràfics i educatius, de dins i fora del país.

## Característiques
El CHCC és un dels centres de referència de l'administració de la Generalitat de Catalunya en matèria d'història. Té com a objectiu promoure accions de suport a la recerca i a la difusió de la història de Catalunya dels darrers segles, així com oferir els serveis d'una biblioteca i d'un centre de documentació especialitzats per donar suport al Centre, al Museu d'Història de Catalunya, als investigadors i a la ciutadania en general. El CHCC du a terme o impulsa accions bàsiques, especialment aquelles que no poden ser realitzades per altres centres i institucions culturals, amb les quals pot establir col·laboracions. Es tracta de reforçar la presència cívica de la història de Catalunya, de col·laborar en l'avenç i la difusió del coneixement històric, de manera especial amb els ajuts a la investigació i a la publicació d'obres sobre la història contemporània de Catalunya, i de fomentar-ne la presència en els medis historiogràfics i educatius, de dins i fora del país.
Un dels primers llibres encarregats pel Centre fou el de Josep Maria Solé i Sabaté i Joan Villarroya, La repressió a la rereguarda de Catalunya (1936-1939), en dos volums, que havia estat precedida per l'obra de Solé La repressió franquista a Catalunya (1939-1953) (1985). Un altre llibre encarregat fou el de Joan Samsó, La cultura catalana entre la clandestinitat i la represa pública (1939-1951) (1994 i 1995).
Fins a l'any 2008 s'havien beneficiat d'aquests ajuts més de 1.800 treballs (entre investigacions i publicacions). El 2010 va tenir lloc la darrera convocatòria d'aquests ajuts, interromputs des d'aleshores. El 2011, davant la inquietud pel futur del CHCC, diversos historiadors varen signar el "Manifest a favor del Centre d'Història Contemporània de Catalunya".
Disposa d'un Consell Assessor amb les funcions següents:
- Assessorar en l'establiment de les línies generals d'actuació del Centre d'Història Contemporània de Catalunya.
- Proposar actuacions per a l'impuls de la recerca en l'àmbit de la història contemporània de Catalunya i per a la millora del coneixement d'aquesta història.
- Proposar línies de coordinació i cooperació entre el Centre i altres organismes i institucions relacionats amb la recerca en història contemporània.

## Biblioteca Josep Benet i centre de documentació
Altrament, la biblioteca, amb seu al Museu d'Història de Catalunya, està consolidada i disposa d'un centre de documentació especialitzat, que augmenta d'any en any a partir de les compres de fons documentals i les donacions de particulars. Se li va donar el nom de "Biblioteca Josep Benet" pocs mesos després de la seva mort i en homenatge al seu fundador, que alhora la va nodrir.
El "Fons de fotografies dels bombardejos durant la Guerra Civil espanyola, 1936-1939" conté fotografies de diverses poblacions de Catalunya, del País Valencià, de les Illes Balears, d'Aragó i de Múrcia, i van ser comprades pel senyor Josep Benet durant els primers anys del Centre. El fons està constituït per un àlbum que conté 87 fotografies i per 669 fotografies soltes, classificades pel Centre amb anterioritat. Aquestes fotografies aèries, procedents de l'Aviazione Legionaria Italiana, en blanc i negre, han tingut una gran difusió a partir de la inclusió de la llista de les poblacions a la pàgina web del CHCC.
Dins la secció de biblioteca-centre de documentació, el treball s'orienta vers els eixos d'actuació següents:
- Promoure la recollida de documentació sobre la història contemporània de Catalunya.
- Formar una biblioteca i hemeroteca especialitzada en temes d'història contemporània de Catalunya i, molt especialment, en la història del catalanisme.
- Oferir un servei de consulta bibliogràfica i documental adreçat especialment als investigadors, als estudiants universitaris i al públic interessat en la història recent del país.
- Col·laborar i donar suport en matèria de recerca i documentació a les activitats organitzades pel Centre: exposicions, conferències, actes commemoratius, etc.

La biblioteca està integrada al Catàleg de les Biblioteques Especialitzades de la Generalitat de Catalunya (BEG).

## Salvaguarda, preservació i recuperació del patrimoni documental
D'acord amb els eixos d'actuació de la biblioteca-centre de documentació una de les primeres tasques que es van realitzar consistien en la recuperació dels arxius personals i la documentació relativa a la història contemporània de Catalunya, per evitar, en molts casos el risc que desapareguessin, sovint per manca de consciència històrica, fruit de la llarga etapa de la dictadura i el seu intent d'eliminar la llengua i la cultura catalanes.
Calia, doncs, salvaguardar i custodiar el material documental referent a la història contemporània de Catalunya, garantint-ne la conservació per procedir, en una segona fase, a la seva ordenació i classificació i a la confecció dels elements de descripció que en facilitessin la localització i la consulta als investigadors. Finalment, una vegada estudiat el material i tenint en compte la seva importància, una part d'aquest es dipositaria a l'Arxiu Nacional de Catalunya.
Entre els fons que durant aquells anys va aplegar el Centre destaquen els que fan referència a pensament polític, especialment catalanisme i anarquisme; la col·lecció de fotografies dels bombardejos de la Guerra Civil (1936-1939); les publicacions de l'exili, els grups i les organitzacions de l'oposició interior; la repressió franquista i la clandestinitat, amb un total de deu mil llibres; una hemeroteca cinquanta títols especialitzats en història, i un fons antic de publicacions periòdiques de prop d'un miler de títols.
El projecte de recerca dels informes dels consolats a Barcelona durant la Guerra Civil (1936-1939) respon a la voluntat del Centre de recollir i oferir a l'estudiós una documentació susceptible de ser utilitzada en estudis posteriors i que pot ser de difícil accés. Actualment es poden consultar, en suport digital, els fons documentals del U.S. Consulate General of Barcelona i del Consulat Général de France à Barcelone d'aquest període.

## El cost humà de la Guerra Civil i lapostguerraa Catalunya
El projecte del cost humà de la guerra i la postguerra, quan el Centre l'inicià, tenia la voluntat de completar els estudis que sobre aquesta temàtica havien iniciat als anys setanta i primers dels vuitanta del segle passar -també sota l'estímul del senyor Benet- Montserrat Roig, Josep Maria Solé i Sabaté i sota la coordinació primer de Joan Villarroya i després, a partir de 1989, de Jordi Oliva. El primer llibre que ajudà el Centre, per exemple, fou la tesi doctoral de Solé i Sabaté que començà l'efímera col·lecció "Catalunya sota el franquisme". Amb la creació, l'any 1984, del Centre d'Història Contemporània de Catalunya, el cost humà de la Guerra Civil, en aquells àmbits que encara no havien estat tractats, va passar a figurar en un lloc preferent dins l'ordre de prioritats del nou Centre. El trienni 1986-1989, a més, coincidia amb el cinquantè aniversari de la Guerra Civil, per tant, era un moment oportú per tal d'avançar en el seu estudi.
La investigació consistí a consultar les fons documentals, de jutjats i municipals, bàsicament, de la premsa i la bibliografia, allà on n'hi havia, i a recollir els testimonis, poble a poble, municipi a municipi, que permetessin establir la relació nominal, com més aproximada millor, de tots els soldats catalans morts en acció de guerra. Aquesta investigació inclou també l'estudi dels civils víctimes d'accidents derivats de la guerra. Joan Villarroya s'encarregà d'encarrilar les primeres comarques i algunes ciutats importants entre 1985 i 1987 però el projecte ha continuat fins a l'actualitat, amb períodes d'alentiment per manca de pressupost, amb uns quaranta mil registres introduïts a la base de dades del projecte que s'espera podran arribar a un total estimat de prop de cent mil.

## Problemàtica de la relació entre el CHCC i el MHC: una cooperació necessària
L'any 1997, amb el trasllat del Centre d'Història Contemporània de Catalunya de la seva penúltima ubicació, l'edifici situat a la Gran Via, a l'actual, l'edifici del Museu d'Història de Catalunya (MHC), s'encetava una nova etapa en la història del Centre. A més del suport a la recerca, la publicació d'estudis històrics i l'assessorament historiogràfic i bibliogràfic a professionals i institucions sobre la història de Catalunya contemporània, ampliava les seves funcions en assumir també la gestió de la biblioteca del Museu d'Història de Catalunya.
Ambdues institucions, Museu i Centre, compartien i comparteixen uns objectius comuns de suport a la recerca i difusió, amb la creació dels respectius centres de documentació, bibliogràfics, històrics i fotogràfics, si bé el Centre acotava el seu àmbit d'actuació a la història contemporània de Catalunya i el Museu ho feia de manera més generalista a la història de Catalunya des de la prehistòria a les darreres dècades del segle xx.
Aquest fet plantejava una ampliació en un triple sentit: en primer lloc, una ampliació de l'àmbit cronològic i, en conseqüència, un increment important de fons bibliogràfics, molts dels quals es trobaven duplicats; en segon lloc, un increment en el nombre i en el tipus d'usuaris, i finalment, la necessitat de donar suport i cobertura a les necessitats dels tècnics i conservadors del Museu en el desenvolupament de la seva activitat.
Paral·lelament, la col·laboració entre ambdues institucions s'estén en altres àmbits, com va ser el cas de l'exposició "Una esperança desfeta: l'exili de 1939", coorganitzada entre el Museu d'Història de Catalunya, el Centre d'Història Contemporània de Catalunya i el Centre d'Estudis Històrics Internacionals (CEHI) de la Universitat de Barcelona. Fou un gran oportunitat per donar a conèixer que establir uns vincles més estrets de col·laboració entre el MHC i el CHCC era beneficiós per a tots.
L'any 2000 l'historiador Jaume Sobrequés va substituir Solé i Sabaté en el càrrec de director del Museu d'Història de Catalunya fins a l'any 2008 que fou nomenat director Agustí Alcoberro Pericay. Segons explica Albert Manent, des del primer dia Jaume Sobrequés va creure que calia incorporar el CHCC al museu per convertir-lo en la seva àrea de recerca, propòsit que va comunicar en diverses ocasions arribant a ocupar espais que formaven part del CHCC com, per exemple, el despatx del director. Finalment, però, el CHCC mai va arribar a formar part del Museu però si que es van generar alguns conflictes.

## Directors del centre
- Josep Benet i Morell. Director des de la creació del Centre fins a l'any 2000 que deixa el càrrec a petició pròpia. El 14 d'abril de l'any 2000 Josep Benet va complir vuitanta anys i, poc després va decidir renunciar al seu càrrec de director del CHCC, perquè li ocupava el temps que necessitava per acabar d'escriure una colla de llibres que tenia començats. El 1996 va rebre el Premi d'Honor de les Lletres Catalanes.
- Albert Manent i Segimon. Filòleg, historiador i escriptor. Designat nou director el 2001 fins a l'any 2004. L'etapa del CHCC sota la direcció d'Albert Manent, comparada amb la de Josep Benet, va ser fugaç, però molt significativa, perquè s'hi va produir un important canvi administratiu que marcaria el seu futur. Manent va decidir que el CHCC deixés de deprendre de la Conselleria de Cultura i passés a dependre del conseller en cap de la Presidència de la Generalitat. També va ser sota la direcció d'Albert Manent quan el CHCC es va fer càrrec de la realització dels Quaderns d'Història[18] que des de l'octubre de 2001 fins al juny de 2005, van aparèixer el darrer dissabte de cada mes amb el diari Avui.[8] El 2011 va rebre el Premi d'Honor de les Lletres Catalanes.
- Lluís Ferran Toledano González. Historiador i professor de la Universitat Autònoma de Barcelona. L'any 2004 ocupa el càrrec de director de projectes fins a finals del 2006.
- Josep Maria Roig i Rosich. Historiador i professor de la Universitat Rovira i Virgili. Nomenament com a director el febrer de 2008, dimití del càrrec el febrer de 2011.
- Jaume Sobrequés i Callicó. Historiador, polític i professor de la Universitat Autònoma de Barcelona. Nomenament com a director el febrer de 2012.[19]

## Cicles i exposicions
- Lluís Companys: cinquanta anys després. Cicle de conferències. Sedó (la Segarra), juliol 1990.
- Exili i mort del President Companys. Exposició. Barcelona, octubre 1990.
- Les Bases de Manresa 1892-1992. Cent anys de catalanisme. Cicle de conferències. Barcelona, desembre 1992-gener 1993.
- Una esperança desfeta. L'exili de 1939. Exposició. Barcelona, abril-agost 2000.
- Els fets del Cu-cut. Taula rodona. Barcelona, novembre 2005.[20]
- Pensament polític als Països Catalans: Història i prospectiva 1714-2014 Lleida, setembre 2006.
- Republicans i republicanisme a les terres de Parla Catalana. Congrés, organitzat conjuntament amb el Centre d'Estudis de Parla Catalana (CEPC). Barcelona, novembre 2006.
- Els fets de la Setmana Tràgica (1909). Jornades. Barcelona, maig 2009.[21]

- Actes commemoratius de l'Any Jaume Vicens Vives. Jornades, conjuntament amb el Museu d'Història de Catalunya. Barcelona, octubre 2010.
- Federalisme, Autonomisme, Independentisme : el pensament catalanista des dels orígens fins al segle XXI. Simposi, conjuntament amb la Societat Catalana d'Estudis Històrics. Barcelona, octubre 2010.[22]